# Gammelsätertjärnen, Värmland
Gammelsätertjärnen är en sjö i Hagfors kommun i Värmland och ingår i Göta älvs huvudavrinningsområde. Sjöns area är 0,01 kvadratkilometer och den är belägen 259 meter över havet.